# Gare centrale de Bratislava
 (septembre 2024).
Si vous disposez d'ouvrages ou d'articles de référence ou si vous connaissez des sites web de qualité traitant du thème abordé ici, merci de compléter l'article en donnant les références utiles à sa vérifiabilité et en les liant à la section « Notes et références ».
La gare centrale de Bratislava, en slovaque : Bratislava hlavná stanica, est la principale gare de Bratislava en Slovaquie. Elle est située à environ 1 kilomètre au nord de la vieille ville de Bratislava. La première gare est construite en 1848, puis en 1905 un nouveau bâtiment est construit pour servir de gare près de celle initiale. Cette deuxième gare a été rénovée en 1960 et étendue en 1988.